# Атыш-Сумган
Атыш-Сумган, Атышсумган — подземный водопад в Белорецком районе Башкортостана. Туристическая достопримечательность на Южном Урале. Высота — 6 м.

## География
Место, где речка Атыш после протекания по логу Атышская поляна упирается в скалы и уходит под землю. Название башкирского происхождения, переводится как «Атыш нырнул» или «Атыш провалился».
Атыш-Сумган входит в атышскую систему (в ней также пещера Дальняя, Нежная, Заповедная (Медвежья), Верхняя, Атышская, Сифонная и Атыш — древние выходы ручья Атыш к русла р. Лемеза).
Место ухода ручья Атыш под землю (Атышсумган) на высоте 276 метров, выходом водопадом Атыш — 174 метра, таким образом перепад составляет около сотни метров. Иногда водопад Атыш, который является выходом на поверхность ушедшей в карст реки Атыш, также называют Атышсумган.